# Джеббур, Рафик
Рафи́к Зохе́йр Джеббу́р (араб. رفيق زهير جبور‎; фр. Rafik Zoheir Djebbour; род. 8 марта 1984[…], Гренобль) — алжирский футболист, нападающий. Выступал за национальную сборную Алжира.

## Биография

### Клубная карьера
Джеббур является воспитанником французского клуба «Осер», в котором он и начал профессиональную карьеру. После «Осера» Джеббур один сезон выступал за бельгийский «Ла-Лувьер». С 2005 года Джеббур выступал в чемпионате Греции, сменив за это время 4 клуба, впоследствии принадлежал одному из сильнейших клубов Греции, пирейскому «Олимпиакосу». 6 сентября 2013 года он был арендован турецким «Сивасспором».

### Карьера в сборной
Джеббур родился во Франции, но имеет алжирские корни, поэтому он мог представлять на международном уровне как сборную Франции, так и сборную Алжира. 15 августа 2006 года Джеббур дебютировал в составе национальной сборной Алжира в матче против сборной Габона, к настоящему моменту он провёл 18 матчей за сборную в которых забил 3 мяча. Джеббур участвовал в составе сборной Алжира в чемпионате мира 2010 года.

## Достижения
- Чемпион Греции (3): 2010/11, 2011/12, 2012/13
- Обладатель Кубка Греции (2): 2011/12, 2012/13